# 里瓦罗洛德尔雷联合镇
里瓦罗洛德尔雷联合镇（義大利語：Rivarolo del Re ed Uniti），是意大利克雷莫纳省的一个市镇。总面积27平方公里，人口2076人，人口密度76.9人/平方公里（2009年）。国家统计（ISTAT）代码为019083。